# Christopher Cazenove
Christopher Cazenove (Winchester, 17 december 1943 – Londen, 7 april 2010) was een Brits film-, televisie- en toneelacteur. Hij is het meest bekend om zijn rol van Ben Carrington, de jongere broer van Blake Carrington (gespeeld door John Forsythe) in de televisieserie Dynasty, waarin hij 36 afleveringen meespeelde. Daarnaast verscheen hij ook een paar keer in de Britse rechtbankserie Judge John Deed. Ook heeft hij in enkele toneelproducties opgetreden.
Hij was getrouwd met actrice Angharad Rees in de periode van 1973 tot 1994. Met haar had hij twee zonen. Vanaf 2003 tot aan zijn dood had hij een relatie met Isabel Davis. In februari 2010 raakte hij betrokken bij een ongeval en werd naar St Thomas' Hospital in Londen gebracht. Hij stierf aldaar op 66-jarige leeftijd aan bloedvergiftiging. 

## Filmografie
- Julius Caesar (1970, niet op aftiteling)
- There's a Girl in My Soup (1970, niet op aftiteling)
- Dr. Watson and the Darkwater Hall Mystery (1974)
- Royal Flash (1975)
- East Lynne (1976)
- East of Elephant Rock (1977)
- Little Girl in Blue Velvet (1978)
- Zulu Dawn (1979)
- Eye of the Needle (1981)
- From a Far Country (1981)
- Treasure Island (1982)
- The Letter (1982)
- Heat and Dust (1983)
- Until September (1984)
- Lace II (1985)
- Jenny's War (1985)
- Mata Hari (1985)
- The Fantasist (1986)
- Shades of Love: The Man Who Guards the Greenhouse (1988)
- Windmills of the Gods (1988)
- Tears in the Rain (1988)
- Souvenir (1989)
- The Lady and the Highwayman (1989)
- Blind Justice (1990)
- 3 Men and a Little Lady (1990)
- Aces: Iron Eagle III (1992)
- To be the Best (1992)
- Dead Man's Island (1996)
- Home Song (1996)
- The Way to Dusty Death (1996)
- The Proprietor (1996)
- Shadow Run (1998)
- The Contaminated Man (2000)
- A Knight's Tale (2001)
- Beginner's Luck (2001)
- Johnson County War (2002)
- La Femme Musketeer (2004)
- Barbie as the Island Princess (stem Sagi, 2007)
- Young Alexander the Great (2010)

## Televisieseries
- Freewheelers (1970)
- The Rivals of Sherlock Holmes (1971)
- The Pathfinders (1972-1973)
- The Regiment (1972–1973)
- Omnibus (1973)
- Thriller (1974)
- Affairs of the Heart (1974)
- Jennie: Lady Randolph Churchill (1974)
- The Duchess of Duke Street (1976-1977)
- Hammer House of Horror (1980) Episode: "Children of the Full Moon"
- Lady Killers (1981)
- Lou Grant (1981)
- The Agatha Christie Hour (1982)
- Fox Mystery Theater (1984)
- Kane & Abel (1985)
- Dynasty (1986–1987)
- A Fine Romance (1989)
- Strangers (1996)
- Tales from the Crypt (1996)
- Nash Bridges (1997)
- Fun at the Funeral Parlour (2001)
- Judge John Deed (2001-2003)
- Charmed (2004)
- Dalziel and Pascoe (2005)
- Diamond Geezer (2007)
- Hotel Babylon (2009)